# Thanatus flavidus
Thanatus flavidus es una especie de araña cangrejo del género Thanatus, familia Philodromidae. Fue descrita científicamente por Simon en 1875.
Se ha destacado por cazar chinches. Los machos han sido filmados mordiendo las piernas de las hembras, uniendo su cuerpo con seda y apareándose. Una vez que el apareamiento ha terminado, el macho huye.

## Distribución
Esta especie se encuentra en Grecia, Ucrania y Rusia.